# Astragalus annularis
Astragalus annularis är en ärtväxtart som beskrevs av Peter Forsskål. Astragalus annularis ingår i släktet vedlar, och familjen ärtväxter. Inga underarter finns listade i Catalogue of Life.